# Георги Герджикович
 Тази статия е за сърбоманина.  За българския революционер вижте Георги Герджиков.  
Георги Хр. Герджикович (на сръбски: Ђорђе Ђерђиковић, Джордже Джерджикович) е сръбски офицер, деец на македонската емиграция в Сърбия и България.

## Биография
Роден е като Георги Герджиков в 1880 година в Гевгели, Османската империя. Завършва френското търговско училище „Гир" в Солун. В 1898 година за кратко учителства в Мачуково, след това се записва във Военната академия в Белград, която завършва в 1900 година и постъпва на служба в сръбската армия. При избухването на Илинденско-Преображенското въстание напуска Сърбия и става войвода на чета в отряда на Върховния комитет, начело с полковник Анастас Янков.
След разгрома на въстанието се връща в Сърбия. Присъединява се към Сръбския македонски комитет, който е формиран и допуснат в Македония през 1904 година със съгласието на Борис Сарафов. По това време посредничи между сърбоманската чета на Мицко Кръстев и ВМОРО, като се опитва да убеди Мицко да се присъедини към българската организация. Попада под влияние на дейците на Сярската група. В резултат през 1905 година Герджикович и воденчанинът Григор Хаджиташкович късат със Сръбския комитет и започват да издават в Белград вестник „Автономна Македония“, като едновременно с това поддържат връзки с лявото крило на ВМОРО. Вестникът защитава идеята, че Македонският въпрос не е въпрос на никоя балканска държава и се бори за една автономна Македония, част от Балканска федерация. Герджикович и Хаджиташкович пишат във вестник „Дневни лист“:
| „ | Ние знаем, че против себе си и против идеята, която от името на цяла една група проповядваме, имаме цялото обществено мнение в Сърбия, с изключение на неколцина честни хора, които за нас представляват най-добрата част на сръбската общественост. Ако, въпреки всичко, се решаваме да се впуснем в една толкова тежка работа, това се дължи на нашата спокойна съвест и на нашата най-дълбока увереност, че работейки по тоя път, ние не ставаме предатели на Сърбия, нито пък продаваме нейните интереси. Ние сме безвъзвратно решени да работим за освобождението на нашето отечество, без ни най-малко да държим сметка, кому това се харесва и кому не и без да признаваме по начало никому правото да се грижи за това повече от собствените синове на тая страна, без разлика на вяра и народност. Нашето движение представлява последните усилия на македонските сърби да докарат своето освобождение в хармония с интересите на Сърбия, като държава. Честта на тоя народ и достойнството на тая държава изискват да ни се позволи да действаме и да се развиваме свободно тук. | “ |

- Декларация на българо-сръбското събрание, решило да издава „Автономна Македония“

След последвалия конфликт с дейците на Сръбския комитет е принуден да напусне Белград и през 1906 г. се мести в София, където работи като чиновник в Българската народна банка.
През 1907 година Георги Герджикович се среща с Яне Сандански и Тодор Паница в София и им осигурява средства за изпълнение на вече взетото решение за убийството на задграничните представители - Сарафов, Гарванов и Матов. Съществуват предположения, че срещата е координирана с представители на Руското посолство и сръбското разузнаване в България.
След Младотурската революция в 1908 година, изпаднал окончателно под влиянието на левите идеи на Сярскта група, се мести в Солун, където започва работа като администратор на вестник „Конституционна заря“ в Солун. Умира в града от туберкулоза в 1911 година.